# Globus (1959.)
Globus je bio zagrebački ilustrirani tjedni list, u izdanju Vjesnika. Bio je podnaslovljen kao jugoslavenska revija. Ukupno su izišla 202 broja. Nastao je nakon spajanja Narodnog lista s Vjesnikom, kada je i Globus spojen s Vjesnikovim tjednikom Danas. Novi tjednik je zadržao Globusovo ime, koje je ukinuto u svibnju 1963., kada je spojen s tjednom revijom Arenom.  .
Glavni urednici bili su Frane Barbieri (1959–61), Zlatko Glik (1961–62) i Vera Vrcić (1963).